# Condado de Wayne (Indiana)
El condado de Wayne es uno de los 92 condados del Estado estadounidense de Indiana. Su sede y mayor ciudad es Richmond. 

## Geografía

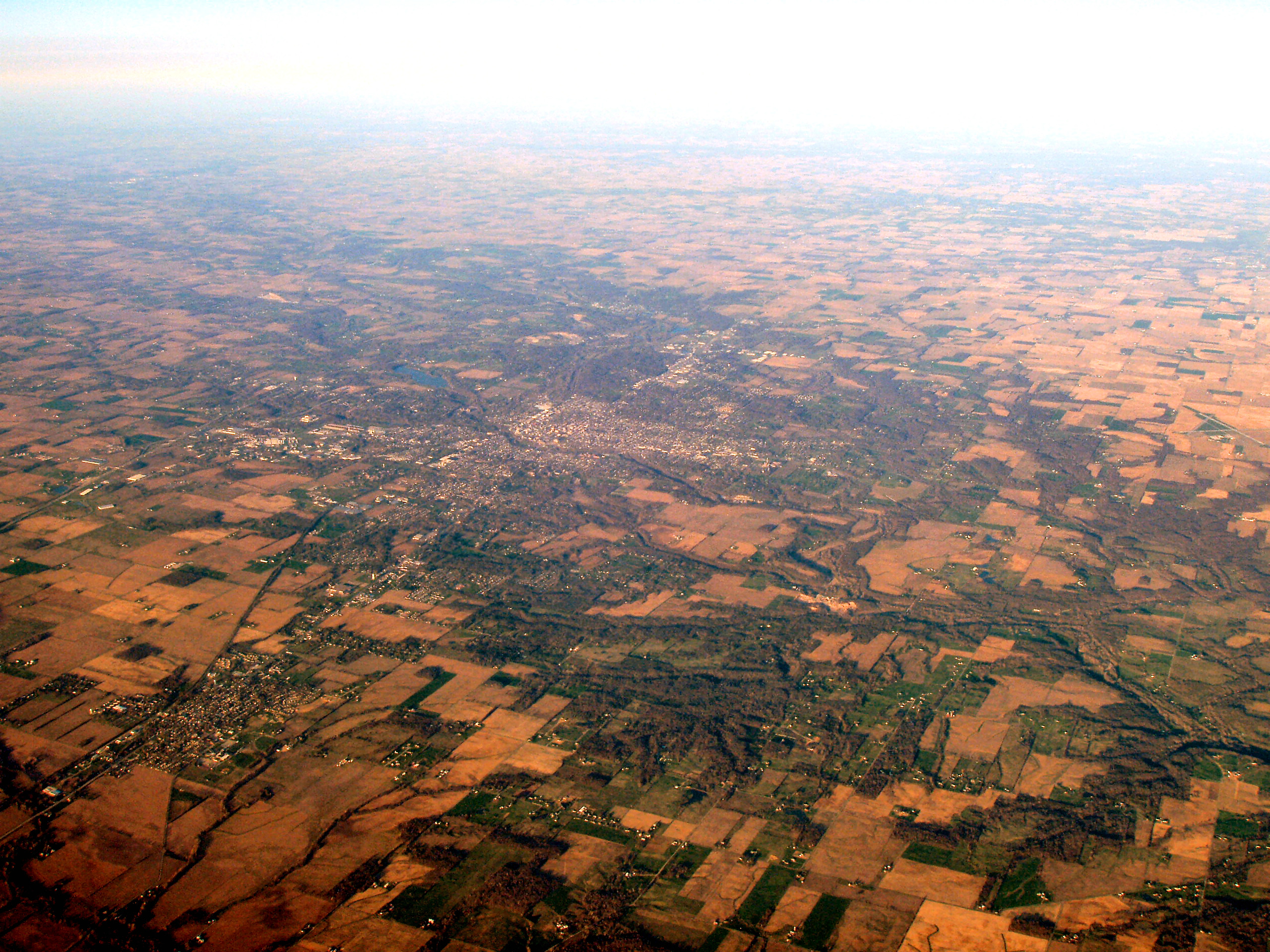
Richmond es la sede del condado.

Según el censo de 2000, el condado tiene un área total de 1047 km² (de los cuales 2 km² están cubiertos por agua).
Limita al norte con el Condado de Randolph, al noreste con el Condado de Darke, al este con el Condado de Preble, al sur con el Condado de Union, al suroeste con el Condado de Fayette y al oeste con el Condado de Henry.

## Ciudades y pueblos
- Abington
- Boston
- Cambridge City
- Centerville
- Dublin
- East Germantown
- Economy
- Fountain City
- Greens Fork
- Hagerstown
- Middleboro
- Milton
- Mount Auburn
- Richmond
- Spring Grove
- Whitewater